# Херцог и де Мёрон
Herzog & de Meuron Architekten (сокр. HdeM) — швейцарское архитектурное бюро, открытое в 1978 году двумя уроженцами Базеля, Жаком Херцогом (родился 19 апреля 1950 года) и Пьером де Мёроном (родился 8 мая 1950 года).
С 1994 года преподают в Гарварде. Фирменными чертами их проектов являются предельный минимализм и широкое использование экспериментальных материалов. Большой успех имел разработанный ими проект галереи Тейт Модерн в Лондоне (2000), принёсший им Притцкеровскую премию. Участвовали в конкурсе на разработку концепции Газпром-Сити в Санкт-Петербурге. Их последний крупный проект — Пекинский национальный стадион.
С 2011 года Пьер де Мерон — член градостроительного совета фонда «Сколково».

## Значимые проекты
- 56 Леонард-Стрит